# Lacidipine
Lacidipine is een geneesmiddel uit de groep der dihydropyridine-calciumantagonisten. Het is een antihypertensivum. Calcium houdt de wanden van de bloedvaten op spanning; door het transport van calciumionen te blokkeren kunnen de bloedvaten zich ontspannen en kan de bloeddruk verlagen.
Lacidipine werd ontwikkeld door Glaxo, dat het in 1991 op de markt bracht onder de merknaam Lacipil. Het is ook verkrijgbaar onder de merknaam Motens van Boehringer Ingelheim (onder licentie van Glaxo) en als generiek geneesmiddel. Het wordt verkocht in de vorm van tabletten voor orale toediening, met 2 of 4 mg actieve stof per tablet.